# Гонсалес, Хуан Гуальберто
Хуан Гуальберто Гонсалес Берхес (исп. Juan Gualberto González Berges, 12 июля 1851 — 30 июля 1912) — парагвайский государственный деятель, президент Парагвая.

## Биография
Родился в 1851 году в Асунсьоне. Во время Парагвайской войны пошёл в армию, был военным врачом, попал в плен вместе с Хуаном Баутистой Хилем. В 1869 году вернулся в Асунсьон, занятый бразильскими войсками. Впоследствии вступил в масонскую ложу, занялся политикой. В 1877 году стал одним из основателей «Национальной республиканской ассоциации». В 1881 году возглавил министерство юстиции.
В 1890 году Хуан Гуальберто Гонсалес был избран президентом Парагвая. Во время его правления продолжал углубляться банковский кризис, начавшийся ещё при администрации его предшественника. В 1891 году произошла попытка государственного переворота. Правительство продолжало серьёзно заниматься вопросами образования: в 1892 году были открыты военное и сельскохозяйственное училища, и вступил в силу закон о среднем и высшем образовании, а в 1893 году были присуждены первые учёные степени в области права и социальных наук. При правлении Гонсалеса в Парагвае был официально принят аргентинский Коммерческий кодекс.
9 июня 1894 года в президентский офис явилась делегация из Руфино Масо, Эусебио Монхелоса и Руфино Кареаги, и от имени генерала Хуана Баутисты Эгускисы потребовала, чтобы Гонсалес подал в отставку. Гонсалес отказался, и был доставлен в казармы, где его ожидали генералы Эгускиса и Кабальеро, а Конгресс передал президентские полномочия вице-президенту Маркосу Мориниго.